# Herminia annulata
Herminia annulata là một loài bướm đêm trong họ Noctuidae.